# 高松美咲
高松美咲（日语：／ Takamatsu Misaki，1992年3月21日—），日本漫畫家。女性。出身於富山縣射水市。富山縣立高岡西高等學校、金澤美術工藝大學美術工藝學院美術系（油畫專攻）畢業。
2013年，她以首次出書。2015年，以首次連載，此後主要在《月刊Afternoon》（講談社）上發表作品。

## 經歷
小學時期起就想要一個漫畫家的套組，十幾歲的時候她只買了漫畫。進入金澤美術工藝大學後，她開始畫漫畫。
2012年，她報了Afternoon四季獎，並在秋季比賽中獲得了佳作。次年2013年，憑藉Fusion Product出版的一書，作為漫畫家首次亮相。之後，從2015年6月到2015年11月，在《月刊Afternoon》上短期集中連載。
2018年，《躍動青春》開始在《月刊Afternoon》連載。
2023年，《躍動青春》獲得第47屆講談社漫畫獎綜合部門。

## 人物
雖然她出身於富山縣，但她母親的家在石川縣珠洲市，因此她與珠洲市有聯繫。這點在漫畫中也有所體現，例如，《躍動青春》主角的故鄉「鈴市凧島町」就是以從珠洲市到能登町的地區為藍本的。
對「人類心靈的微妙之處」感興趣，還提到「人心的微妙運動」是她作為漫畫家想要繪製的主題。另一方面，她從小就閱讀各種類型的漫畫，所以對自己畫的漫畫類型並不挑剔。

## 作品列表

### 連載
- （《月刊Afternoon》，2015年）—連載出道作。
- 躍動青春（《月刊Afternoon》，2018年—）

## 演出

### 對談活動
- 金井曉×吉川吉四六（日语：吉川きっちょむ）的漫畫談話vol.1（2022年12月5日，LOFT9 Shibuya舉行）—高松美咲、幸村誠作為現場談話嘉賓出現[9][10]

## 書籍
除非另有說明，均由講談社Afternoon KC出版。
- （Fusion Product（日语：ふゅーじょんぷろだくと）〈POE BACKS/Be Comics〉，2013年）全1冊
- （2016年）全1冊
- 《躍動青春》（2019年—）已出版11冊

## 外部連結
- 高松美咲的X（前Twitter） （日語）